# Hemieuxoa parasenescens
Hemieuxoa parasenescens är en fjärilsart som beskrevs av Márton Hreblay och Weigert. Hemieuxoa parasenescens ingår i släktet Hemieuxoa, och familjen nattflyn. Inga underarter finns listade.